# Judo-Europameisterschaften der Männer 1983
Die Judo-Europameisterschaften der Männer wurden 1983 zum 32. Mal ausgetragen und fanden vom 12. bis 15. Mai im Stade Pierre de Coubertin der französischen Hauptstadt Paris statt. An den Meisterschaften nahmen 150 Athleten aus 27 Ländern teil und mit Chasret Tlezeri aus der Sowjetunion kam einer der fünf gestarteten Vorjahrsgewinner erneut zu Titelehren.
| Gewichtsklasse                 | Gold             | Silber              | Bronze                                  |
| ------------------------------ | ---------------- | ------------------- | --------------------------------------- |
| Superleichtgewicht (bis 60 kg) | Chasret Tlezeri  | Andrzej Dziemianiuk | Klaus-Peter Stollberg Peter Jupke       |
| Halbleichtgewicht (bis 65 kg)  | Thierry Rey      | Jaroslaw Kříž       | Nikolai Solodukhin Janusz Pawłowski     |
| Leichtgewicht (bis 71 kg)      | Richard Melillo  | Ezio Gamba          | Karl-Heinz Lehmann Steffen Stranz       |
| Halbmittelgewicht (bis 78 kg)  | Neil Adams       | Seppo Myllylä       | Shota Khabareli Andrzej Sadej           |
| Mittelgewicht (bis 86 kg)      | Vitali Pesniak   | Peter Seisenbacher  | Detlef Ultsch Mario Vecchi              |
| Halbschwergewicht (bis 95 kg)  | Valeri Divisenko | Roger Vachon        | Robert Van de Walle Günther Neureuther  |
| Schwergewicht (über 95 kg)     | Jabil Biktashev  | Dimitar Zapryanov   | Angelo Parisi Alexander von der Groeben |
| Offene Klasse                  | Angelo Parisi    | Robert Van de Walle | Grigori Weritschew Juha Salonen         |

## Medaillenspiegel
| Rang | Land                            | Gold | Silber | Bronze | Gesamt |
| ---- | ------------------------------- | ---- | ------ | ------ | ------ |
| 1    | Sowjetunion                     | 4    | –      | 3      | 7      |
| 2    | Frankreich                      | 3    | 1      | 1      | 5      |
| 3    | Vereinigtes Königreich          | 1    | –      | –      | 1      |
| 4    | Polen                           | –    | 1      | 2      | 3      |
| 5    | Italien                         | –    | 1      | 1      | 2      |
| 5    | Finnland                        | –    | 1      | 1      | 2      |
| 5    | Belgien                         | –    | 1      | 1      | 2      |
| 8    | Tschechoslowakei                | –    | 1      | –      | 1      |
| 8    | Österreich                      | –    | 1      | –      | 1      |
| 8    | Bulgarien                       | –    | 1      | –      | 1      |
| 11   | BR Deutschland                  | –    | –      | 4      | 4      |
| 12   | Deutsche Demokratische Republik | –    | –      | 3      | 3      |
|      | Total                           | 8    | 8      | 16     | 32     |